# مهرج نوتردام
مهرّج نوتردام هو عنوان مجموعة قصصية لأناتول فرانس الحاصل على جائزة نوبل للأدب سنة 1921، تتكوّن من أربع قصص قصيرة، وهي: عنقود عنب، ذات الثوب الأبيض، هدية موت، والإيمان أو مهرّج نوتردام. لم يُعرف تاريخ صدور النسخة الأصلية باللغة الفرنسية على وجه الدقة، لكن صدرت الترجمة العربية الأولى عام 1929. تتناول القصص في هذه المجموعة ثيمات إنسانية وروحانية متعددة.

## المحتوى

### ملخص القصة الأولى: "عنقود العنب".
يروي الراوي قصة طفولته وهو يشعر بسعادة كبيرة وأمان بفضل حب ورعاية والديه وخادمته، حيث كان يرى فيهم كائنات عظيمة وحامية لحياته الصغيرة. كانت حياته صغيرة ومركزها عائلته وبيته، لكنه كان يملؤه خيال واسع وأحلام بريئة حول اللعب والزهور والروائح الجميلة.
كان يحسد طفلًا آخر اسمه ألفونس، الذي كان يعيش حياة حرة وبسيطة لكنه قذر ومهمش، رغم أن الراوي كان محاطًا بالانضباط والواجبات التي تثقل عليه. حاول الراوي التعبير عن تعاطفه مع ألفونس بإرسال هدية، فاختار عنقود عنب فاخر من بيت والديه، وربطه بخيط وأرسله إليه من النافذة، لكن ألفونس رد بسخرية وهرب بالعنقود.
على الرغم من رد ألفونس، أدرك الراوي أنه حاول أن يقدم شيئًا من قلبه، وفهم من كلام والديه أن السعادة تكمن في العطاء من ما نملك بأنفسنا، وليس من ممتلكات الآخرين. القصة تعكس نضجًا مبكرًا للطفل حول معنى العطف والكرم والفرق بين الحنان والحرية.

### ملخصالقصة الثانية: "ذات الثوب الأبيض".
تحكي القصة عن ذكريات طفل صغير مع سيدتين تسكنان معه في المنزل، إحداهما ترتدي الأبيض والأخرى الأسود. كان الطفل يزور السيدتين خاصة ذات الثوب الأسود لأنها تعطيه الحلوى، وكان يحب الدميتين الصينيتين المتحركتين في الغرفة. ذات الثوب الأبيض كانت أكثر حدة ونفاد صبر، لكنها كانت تضحك بلطف.
دخل رجل يُدعى "مسيو أرنول" في حياة ذات الثوب الأبيض، وكان يحمل خطابًا من زوجها السامي في الصين، وكان يُحدثها في مواضيع رسمية، ما سبب شعور الطفل بالضيق والغيرة. ذات الثوب الأبيض كانت تبكي أحيانًا، وتبدو متعبة وحزينة.
ذات مرة شاهد الطفل مشهدًا بين ذات الثوب الأبيض والرجل، حيث كان الرجل يطلب منها أمرًا جادًا، وكانت هي تخافه، لكنه أظهر احترامًا له. لاحقًا، عندما كبر الطفل، التقى بالسفيرة ذات الثوب الأبيض في حفل رسمي، وتبين له أنها نفس السيدة، وأن ذات الثوب الأسود قد توفيت، فأصبحت هي ذات الثوب الأسود.
النهاية تجمع الذكريات واللقاء بعد سنوات طويلة مع شخصيات من الماضي، تعكس تغيرات الحياة والوداع.

### ملخصالقصة الثالثة: "هدية موت".
تدور القصة خلال الثورة الفرنسية حول أندريه، الذي بعد تجواله في شوارع باريس جلس على شاطئ نهر السين يفكر في حبيبته لوسي المحتجزة في السجن. قرأ أندريه أسماء المحكوم عليهم بالإعدام في ميدان الثورة وقرر طلب معروف من النائب العام «لرديون»، المعروف بقسوته لكنه كريم مع أصدقائه.
التقى أندريه بلرديون وطلب منه نقله إلى السجن حيث توجد حبيبته. لرديون، رغم قسوته، تأثر بعاطفة أندريه، وقرر مساعدته. استدعى امرأة تُدعى ابيكاريس، التي أكدت على أهمية العواطف والولاء، وأيدت طلب أندريه.
تم الاتفاق على أن يقضي أندريه الليلة في السجن ليكون قريبًا من حبيبته، كنوع من المعروف الكريم الذي يعكس الإنسانية في وسط قسوة الثورة. القصة تعكس جانبًا إنسانيًا في زمن من الفوضى والعنف، حيث يتعاطف المسؤول مع المحب.

### ملخص القصة الرابعة: الإيمان أو «مهرج نوتردام»

#### الفصل الأول
كان «برنابا» مهرجًا فقيرًا يعيش في فرنسا زمن الملك لويس، يتنقل بين القرى والبلدات عارضًا مهاراته البهلوانية التي تدل على قوة جسدية ومهارة فائقة، مثل التوازن بالأطباق النحاسية، وقذف الكرات والتعامل مع السكاكين، لكنها لم تكن تجذب اهتمام الناس دائمًا. ورغم إعجاب البعض أحيانًا، ظل يعاني من قسوة الحياة، خصوصًا في الشتاء، حيث يمنعه البرد من العمل ويواجه الجوع والبؤس بصبر وصمت، مثل شجرة عارية في موسم قاسٍ.
كان برنابا طيب القلب، زاهدًا، مؤمنًا، لا يشتهي النساء ولا يتطلع للمال، ويعيش حياة شريفة نقية. لم يشكُ من الظلم أو الفقر، بل آمن أن ما لم يجده في الدنيا سيجده في الآخرة، فظل محافظًا على حيائه، ومخلصًا في صلاته للعذراء مريم، داعيًا: «احرسي حيائي حتى أموت، وعندما أموت دعيني أمتع بمسرات جنة النعيم». كان نموذجًا للمؤمن البسيط الذي يواجه العالم القاسي بنقاء داخلي وإيمان عميق.

#### الفصل الثاني
في ليلة مطيرة، وبينما كان المهرج «برنابا» يسير منحنياً حاملاً أدواته القديمة يبحث عن مأوى، التقى بكاهن وسار معه. دار بينهما حديث وديّ كشف عن تواضع برنابا وإيمانه، إذ عبّر عن رغبته في مدح السيدة العذراء كما يفعل الكهنة، بل أبدى استعداده لترك مهنته التي عرف بها في مئات المدن. أعجب الكاهن بصفاء نفسه وبساطته، ورأى فيه روحًا نقية تستحق الهداية، فعرض عليه أن ينضم إلى ديره ويهجر حياة التجوال.
دخل برنابا الدير وصار راهبًا، وهناك وجد مجتمعًا من الرهبان قد نذروا حياتهم لخدمة السيدة العذراء، وكل منهم يعبّر عن إخلاصه بما أوتي من مهارة وفن. فالرئيس يكتب في فضائلها، والراهب موريس ينسخ بخط جميل، والراهب إسكندر يرسم لوحات رمزية مذهلة تجمع بين الفداء والخطيئة، ومظاهر المجد السماوي للعذراء، بينما ينحت الراهب مريود تماثيلها بكل حب حتى أنهكته السنون والتراب.
كما تواجد شعراء ومنشدون يسبّحون بالعذراء شعرًا ونثرًا، فكان الدير عالمًا زاهدًا، يكرّس الجهد والموهبة لتمجيد مريم بكل وسيلة، وهو ما أضاء لبرنابا طريقًا جديدًا يمزج بين الإيمان والعمل، ويجعله جزءًا من تسبيح دائم للحب الإلهي.

#### الفصل الثالث
بعد أن رأى برنابا الرهبان يستخدمون مواهبهم في الكتابة، والرسم، والنحت، والشعر لتكريم العذراء، امتلأ حزنًا وندمًا لأنه لا يملك مثل هذه المهارات. كان يتألم في وحدته بحديقة الدير، شاكياً ضعفه وبساطته، وعاجزًا عن التعبير عن حبه للعذراء سوى بتنهيدات الحزن، إذ لا صنعة ولا فن في يديه، ولا كلامًا منمقًا أو صورًا بهية يقدمها قربانًا لمقامها العالي.
وذات ليلة سمع حكاية عن راهب بسيط لم يعرف من الصلاة إلا «السلام لكِ يا مريم»، ومع ذلك ظهرت قداسته بعد موته بزهرات خرجت من فمه. تأثر برنابا بالقصة، لكنها لم تُشفِ غيرة قلبه، بل زادت من حماسه لتكريم ملكته السماوية بما يستطيع. بحث عن وسيلة تعبّر عن حبه، وفي أحد الصباحات دخل الكنيسة مبكرًا وبقي فيها طويلاً، ومنذ ذلك اليوم اعتاد أن يقصدها في ساعات خلوّها، يقضي فيها أوقاتًا طويلة، حتى هدأ حزنه واختفت شكواه.
أثار تصرّفه فضول الرهبان، وتساءلوا عن سر انعزاله المتكرر. وذات يوم قرر رئيس الدير مع اثنين من كبار الرهبان مراقبته. فاختبأوا خلف باب الكنيسة، ليشهدوا برنابا وهو يؤدي عروضه البهلوانية القديمة أمام مذبح العذراء: رأسه على الأرض، رجلاه في الهواء، يقذف الكرات والسكاكين بحرفيّة صادقة، لا يبتغي إعجاب جمهور بل تكريمًا لمحبوبته السماوية.
فزع الراهبان من المشهد، وعدّاه تدنيسًا لحرمة الكنيسة، بينما خشي الرئيس أن يكون الرجل قد أصيب بالجنون. لكنهم قبل أن يتدخلوا، رأوا مشهدًا خارقًا: العذراء نفسها تهبط من المذبح، وتجفف عرق المهرج المنهمر بثنية من طرحتها الزرقاء.

عندها أدرك الجميع ما عجزوا عن فهمه: أن برنابا، رغم بساطته، قدّم أقصى ما لديه من محبة وصفاء، وكرّس موهبته الوحيدة لتمجيد السيدة العذراء. فركع الرئيس قائلاً:
 «طوبى لأنقياء القلوب، لأنهم سيرون الله»، وردد الآخران بانفعال: «آمين».